# Carmen Di Lauro
Pour les articles homonymes, voir Lauro (homonymie).
Carmen Di Lauro, née le 24 mars 1988 à Vico Equense (Italie), est une femme politique italienne.

## Biographie
Carmen Di Lauro naît le 24 mars 1988 à Vico Equense.
Elle est élue députée lors des élections générales de 2018.